# Melampodium strigosum
Melampodium strigosum là một loài thực vật có hoa trong họ Cúc. Loài này được Stuessy mô tả khoa học đầu tiên năm 1972.